# Сорочинский муниципальный округ
Сорочинский муниципальный округ — муниципальное образование Оренбургской области России.
Административный центр — город Сорочинск.
С точки зрения административно-территориального устройства расположен в границах Сорочинского района и города Сорочинска.

## История
С 1 января 2006 года до 1 января 2016 года в Сорочинском муниципальном районе выделялось 19, а затем 15 муниципальных образований со статусом сельских поселений, соответствовших сельсоветам.
1 июня 2015 года все муниципальные образования муниципального района: сельские поселения Баклановский сельсовет, Бурдыгинский сельсовет, Войковский сельсовет, Гамалеевский сельсовет, Матвеевский сельсовет, Михайловский Первый сельсовет, Михайловский Второй сельсовет, Николаевский сельсовет, Первокрасный сельсовет, Пронькинский сельсовет, Родинский сельсовет, Романовский сельсовет, Рощинский сельсовет, Толкаевский сельсовет, Федоровский сельсовет и городской округ город Сорочинск были объединены в единое муниципальное образование Сорочинский городской округ.

## Население
| 2015   | 2016    | 2017    | 2018    | 2019    | 2020    | 2021    |
| ------ | ------- | ------- | ------- | ------- | ------- | ------- |
| 41 700 | ↘41 300 | ↘40 853 | ↘40 268 | ↘39 628 | ↘39 465 | ↗40 873 |

## Населённые пункты
В состав городского округа входят 41 населённый пункт, в том числе 1 город и 40 сельских населённых пунктов:
| №  | Населённый пункт  | Тип     | Население |
| -- | ----------------- | ------- | --------- |
| 1  | Сорочинск         | город   | ↗28 478   |
| 2  | Алексеевка        | село    | 158       |
| 3  | Баклановка        | село    | 364       |
| 4  | Берёзовка         | село    | 166       |
| 5  | Бурдыгино         | село    | 773       |
| 6  | Войковский        | посёлок | 712       |
| 7  | Гамалеевка        | село    | 958       |
| 8  | Гамалеевка-1      | посёлок | 903       |
| 9  | Ивановка          | село    | 30        |
| 10 | Ивановка Вторая   | село    | 386       |
| 11 | Каменка           | село    | 118       |
| 12 | Кленовый          | посёлок | 68        |
| 13 | Малаховка         | село    | 55        |
| 14 | Матвеевка         | село    | 396       |
| 15 | Маховка           | село    | 16        |
| 16 | Медведка          | посёлок | 35        |
| 17 | Михайловка Вторая | село    | 392       |
| 18 | Михайловка Первая | село    | ↘308      |
| 19 | Надежденка        | село    | 61        |
| 20 | Николаевка        | село    | 614       |
| 21 | Никольское        | село    | 125       |
| 22 | Новобелогорка     | село    | 378       |
| 23 | Новопокровка      | посёлок | 27        |
| 24 | Новый             | посёлок | 180       |
| 25 | Октябрьский       | посёлок | 508       |
| 26 | Первокрасное      | село    | 509       |
| 27 | Покровка          | село    | 295       |
| 28 | Пронькино         | село    | 624       |
| 29 | Родинский         | посёлок | 1190      |
| 30 | Романовка         | село    | ↗408      |
| 31 | Рощино            | посёлок | 188       |
| 32 | Сарабкино         | село    | 31        |
| 33 | Сборовский        | посёлок | 194       |
| 34 | Слободка          | посёлок | 117       |
| 35 | Спасское          | село    | 203       |
| 36 | Толкаевка         | село    | ↘978      |
| 37 | Троицкое          | село    | 480       |
| 38 | Уран              | село    | 393       |
| 39 | Федоровка         | село    | 575       |
| 40 | Чесноковка        | посёлок | 3         |
| 41 | Янтарное          | село    | 213       |